# Junglist
Junglist – slangowe określenie fana muzyki jungle (oryginalnie) i drum and bass. Junglist jest czasem utożsamiany z innym slangowym jamajskim określeniem "rude bwoy" oznaczającym pierwotnie gangstera.
Ludzie określani tym mianem tworzą rodzaj subkultury skupionej wokół muzyki. Subkultura, podobnie jak muzyka, wywodzi się z wielu środowisk, przede wszystkim od jamajskich rude boys oraz środowiska rave i była szczególnie zauważalna na początku lat 90. XX wieku w Wielkiej Brytanii, chociaż nigdy fani muzyki jungle nie byli tak bardzo rozpoznawalni jak przynależący do, przykładowo, subkultury punk.
Odwołania do słowa junglist i synonimów zawiera wiele utworów z gatunku drum and bass, szczególnie starszych, określanych jako jungle, inspirowanych muzyką jamajską (przede wszystkim ragga). W tekstach pojawiają się szczególnie często określenia "original junglists", "original rude bwoys" lub "jungle soldiers".
Jungliści bywają kojarzeni z częstym używaniem marihuany i ubieraniem się w bojówki, bluzy z kapturem i ziemiste kolory.